# Parlamento della Moldavia
Il Parlamento della Repubblica di Moldavia (in romeno Parlamentul Republicii Moldova) è l'assemblea legislativa monocamerale della Moldavia.
I suoi 101 membri vengono eletti ogni quattro anni con voto popolare ed eleggono a loro volta il Presidente della Repubblica, che agisce come capo di Stato, il quale a sua volta nomina il Primo ministro, che a sua volta nomina un governo soggetto all'approvazione del Parlamento.

## Corpo del Parlamento
Il corpo operante del Parlamento viene formato prendendo in considerazione la rappresentazione proporzionale delle fazioni nel corpo legislativo. Il Presidente e il Vice sono membri ex officio. Il numero di membri del Corpo viene determinato per decisione del Parlamento.

## Apparati
Lo staff del Parlamento assicura assistenza organizzativa, informativa e tecnologica all'attività del Parlamento e ai suoi Comitati, ai gruppi parlamentari e ai deputati. La struttura del personale del Parlamento è approvata dal Parlamento stesso.

## Procedura legislativa
Secondo la Costituzione, adottata il 29 luglio 1994, il Parlamento è il supremo organo rappresentativo e l'unica autorità legislativa del Paese. Il diritto di iniziativa legislativa appartiene ai Membri del Parlamento, al Presidente della Moldavia e al governo. Nell'esercizio di questo diritto, i membri del Parlamento e il Presidente presentano al Parlamento le proposte di legge, mentre il Governo presenta solo richieste scritte.

## Presidenti
| Ritratto | Nominativo         | Mandato          |
| -------- | ------------------ | ---------------- |
|          | Alexandru Moșanu   | 1991 - 1993      |
|          | Petru Lucinschi    | 1993 - 1997      |
|          | Dumitru Moțpan     | 1997 - 1998      |
|          | Dumitru Diacov     | 1998 - 2001      |
|          | Eugenia Ostapciuc  | 2001 - 2005      |
|          | Marian Lupu        | 2005 - 2009      |
|          | Vladimir Voronin   | 2009             |
|          | Mihai Ghimpu       | 2009 - 2010      |
|          | Marian Lupu        | 2010 - 2013      |
|          | Liliana Palihovici | 2013             |
|          | Igor Corman        | 2013 - 2014      |
|          | Andrian Candu      | 2014 - 2019      |
|          | Zinaida Greceanîi  | 2019 - 2021      |
|          | Igor Grosu         | 2021 - in carica |